# 산타나 (마데이라 제도)

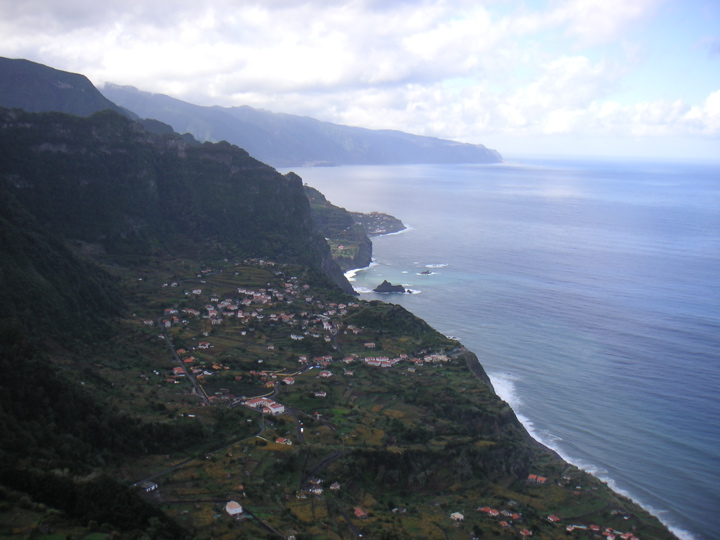
산타나

산타나(포르투갈어: Santana)는 포르투갈 마데이라 제도의 섬 중 하나인 마데이라섬 북부에 위치한 도시이다. 면적은 95.56km2, 인구는 2011년 기준으로 7,719명이다.